# Jeremy Zucker
Jeremy Zucker (Franklin Lakes, Nova Jersey; 3 de març de 1996) és un cantant i compositor estatunidenc, conegut per cançons com All the kids are depressed i Comethru, que han acumulat més de 300 milions de reproduccions a Spotify a data de 12 d'abril de 2020. El seu estil musical es defineix com a una barreja entre indietrònica i hip-hop, tot i que ell mateix afirma que es tracta d'una música “socialment introvertida”.
També ha col·laborat amb altres artistes com Blackbear, Eden, Bea Miller o Chelsea Cutler.

## Biografia
Originalment de Franklin Lakes, Zucker es va criar a un suburbi de Nova Jersey amb els seus pares i els seus dos germans grans. Va estudiar a l'institut Ramapo High School i, més endavant, es va graduar el 2018 del Grau de biologia a la Universitat de Colorado a Boulder. Va començar a tocar la guitarra i el piano de molt jovenet i va formar part d'un grup musical o banda anomenada “Foreshadows”. Abans de produir la seva música però, fou instructor de surf de neu i d'esquí.

## Carrera
Després del llançament del seu senzill Bout it'', el 2015, Zucker va llançar "Beach Island". Aquest EP és el disc musical més antic que l'autor té a les seves plataformes. Seguidament va presentar una ràpida successió de senzills que va recollir en un nou EP anomenat “Breathe” a finals d'aquell mateix any. A mitjans de 2016 Jeremy Zucker va llançar el seu tercer EP; Motions signat sota la discogràfica que va cofundar amb Daniel James i Benjamin O anomenada 3OAK Music i que, posteriorment, va ser rellançat el 2017. Aquest nou EP incloïa vuit cançons noves, entre elles, Heavy, que va ser usada en un remix de l'artista Blackbear a la seva cançó Make Daddy Proud.
El 2017, com moltes de les seves cançons havien aconseguit milers de reproduccions a Soundcloud i Spotify, va signar un contracte amb la discogràfica Republic Records. Aquest mateix any, va arribar la col·laboració entre Zucker i Blackbear amb la cançó Talk Is Overrated, dins del seu EP titulat Idle llançat aquest any.
El febrer del 2018, Zucker va llançar un nou EP titulat Stripped i, al maig, un altre més anomenat Glisten. Al setembre va llançar el següent EP titulat Summer, que conté la seva cançó més famosa, comethru.
A principis del 2019 va arribar Brent, un EP en col·laboració amb Chelsea Cutler. Seguit del seu senzill Oh, Mexico, que encapçalaria el seu àlbum debut titulat Love Is Not Dying,. Finalment, va anunciar a Instagram la data de llançament del disc complet, el 17 d'abril del 2020.

## Discografia

### Àlbums d'estudi
Love Is Not Dying (2020)''
“Crusher (2021)”

### Àlbums en viu
“Brent (Live in New York)” (amb Chelsea Cutler)
“Brent: Live From the Internet” (amb Chelsea Cutler)

### EP
- Beach Island (2015)

- Breathe (2015)

- Motions (2016-2017)

- idle (2017)

- stripped. (2018)

- glisten (2018)

- summer, (2018)

- brent (2019)

- brent ii (2021)

### Senzills
- Melody (2015)

- Flying Kites (2015)

- Bout it (amb Daniel James i Benjamin 0) (2015)

- Peace Sings (2016)

- Weakness (2016)

- Paradise (amb Cisco the Nomad) (2016)

- When You Wake Up (2016)

- Upside Down (amb Daniel James) (2016)

- Idk Love (2017)

- All the kids are depressed (2018)

- comethru (2018)

- You were good to me (amb Chelsea Cutler) (2019)

- Oh, Mexico (2019)

- Always, i'll care (2020)

- Not ur friend (2020)

- julia (2020)

### Remescles
- Atoms - Said the Sky Remix (amb RL Grime i Said The Sky)(2018)

- Talk Is Overrated[manila killa remix] (amb Blackbear i Manila Killa)(2018)

- Better Off [filous Remix] (amb Chelsea Cutler i filousa)(2018)

- You Were Good to Me [shallou remix] (amb Chelsea Cutler i Shallou)(2020)

## Premis
2019
- RIAA: or - comethru
- MC: platí - comethru

2020
- RIAA: or - all the kids are depressed
- MC: or - all the kids are depressed
- RIAA: or - you were good to me

## Gires
- Tour is overrated (2017)

- Jeremy Zucker suporting Lauv (2017)

- Jeremy Zucker, fall 2018 tour (2018)

- Jeremy Zucker, Europe 2019 winter tour (2019)

- Jeremy Zucker, Asia 2019 tour (2019)

- Jeremy Zucker, live in 2020 us & European tour (2020)

- Jeremy Zucker, live in 2020 supporting Lauv Australia and New Zealand (2020)